# 木下保
木下 保（きのした たもつ、1903年（明治36年）10月14日 - 1982年（昭和57年）11月11日）は、日本の声楽家（テノール）、音楽教育者、指揮者、合唱指揮者、オペラ歌手、音楽評論家、作曲家・編曲家。日本の洋楽の黎明期を代表する音楽家として多大な功績を残した。

## 経歴
兵庫県城崎郡豊岡町（現: 豊岡市）に三人兄弟の次男として生まれる。父・松吉は特産「柳行李」製造卸業。1920年（大正9年）3月上京。ヴァイオリンを川上淳、声楽を澤崎定之に師事。1922年（大正11年）4月東京音楽学校予科入学。1926年（大正15年）同校本科声楽部を卒業し研究科進級。ペツォード、ネトケ＝レーヴェに師事。

### 歌手として
ベートーヴェン『第九』は、学生時代に東京音楽学校定期演奏会での公式初演で合唱団メンバーとして参加し、1927年（昭和2年）5月新交響楽団（現「NHK交響楽団」の前身）による初演奏「ベートーヴェン没後百周年演奏会」でソリストとしてデビュー。以降戦前の主だった演奏で常にソリストとして名前が記され、引退まで210回を越えている。
1928年（昭和3年）3月東京音楽学校研究科修了。同年12月同校大礼奉祝演奏会ベートーヴェン『ミサ・ソレムニス』初演。以降、同校定期演奏会にてバッハ『マタイ受難曲』初演の他、新交響楽団等主要交響楽団のソリストとして活躍する。1931年（昭和6年）にレコードデビュー。1933年（昭和8年）4月ドイツ国立ベルリン音楽大学（現: ベルリン芸術大学）に留学。ヴァイセンボルンに師事。1934年（昭和9年）1月ウィーン放送、4月ベルリン放送出演、日本歌曲（山田耕筰、信時潔作品他）を歌う。6月ベルリン音楽大学修了。後、ナポリの滞在を経てアメリカに渡る。1935年（昭和10年）帰国以降「木下保リサイタル」として、ドイツ歌曲を作曲家単位で紹介するという、それまでにない破格の演奏会を行い、戦時中は山田耕筰、信時潔、平井保喜などの作品を一晩集中して歌うという演奏会を行っている。東京音楽学校の声楽科主任教授という立場があってこそできたものではあったが、この時期に日本人作曲家の歌曲のみでリサイタルを開くのは画期的なことであった。1941年（昭和16年）マーラー『大地の歌』日本初演。1943年（昭和18年）9月第10回独唱会「信時潔歌曲の夕」において『沙羅』全曲初演（水谷達夫伴奏）を行い、レコードが文部大臣賞を受賞。立場柄、若干の軍歌の録音があり、千葉静子と『サイパン殉国の歌』などを吹き込んでいる。また、1937年（昭和12年）より日本に定住したピアニスト・指揮者、レオニード・クロイツァーと1943年（昭和18年）に録音したシューマン『詩人の恋』は名盤として知られる（発売は1946年（昭和21年））。1949年（昭和24年）5月「邦人作曲鑑賞会第2回・團伊玖磨作品」（大島正泰伴奏）独唱会開催。1954年まで独唱会は計14回に及ぶ。1963年9月「還暦記念独唱会」（水谷達夫伴奏）開催。最後の独唱会。

### 音楽教育者として
1931年（昭和6年）9月東京音楽学校助教授に任官。武蔵野音楽学校講師兼任。1935年（昭和10年）留学からの帰国後、母校の教壇に復帰。1940年（昭和15年）3月東京音楽学校教授任官。1942年（昭和17年）3月東京音楽学校主任教授任官。GHQからの指令で1946年（昭和21年）8月東京音楽学校を退官。1951年（昭和26年）9月広島大学音楽学部教授任官。1953年（昭和28年）11月東京学芸大学教授に転任。1955年（昭和30年）2月（大阪）、9月（東京）「木下保楽壇生活30年祝賀・門下生謝恩音楽会」開催。『恩師を讃える歌』（大谷智子裏方作詞／團伊玖磨作曲）が生まれ、以降、門下生に歌い継がれる。1967年（昭和42年）1月公開レッスン「やまとことばを美しく」を開催。3月東京学芸大学教授退官。4月洗足学園大学音楽学部教授、フェリス女学院短期大学、武庫川女子大学、大阪音楽大学非常勤講師に就任。1971年（昭和46年）4月東京純心女子短期大学非常勤講師就任。1981年（昭和56年）4月洗足学園名誉教授就任。門下生には東京音楽学校時代に中山悌一、渡邊高之助、畑中良輔、秋元雅一朗、塚本智子、伊藤亘行、笹田和子、藤井典明、内田るり子、稲葉政江、佐々木行綱、次世代では三林輝夫、岡村喬生等の優秀な人材を輩出している。

### 指揮者・合唱指揮者として
歌手としての活動の他に、昭和初期より合唱指揮でも活躍した。東京音楽学校合唱団との録音、演奏旅行のほか、東京公声楽団、1926年（大正15年）6月慶應義塾ワグネル・ソサィエティー第42回定期演奏会への登場から留学までの指導をはじめ、多くの合唱団を指導した。信時作品では、1940年（昭和15年）11月紀元二千六百年奉祝楽曲として、神武天皇を題材としたカンタータ『海道東征』の初演を指揮し、合唱のみならずオーケストラを伴った大編成の指揮にも力量を発揮した。後年は、自身の提唱した「やまとことば」の第一人者として、自から初演した『沙羅』を合唱に編曲している。戦後も慶應義塾との深い関係が続き、1955年（昭和30年）にワグネルの指揮者に復帰（木下は1969年（昭和44年）に慶應義塾から「特選塾員」の称号を与えられている）。ルネサンス期のポリフォニー、ドイツ古典からコダーイ作品まで、1982年（昭和57年）の逝去前まで男声合唱指揮者として多くの演奏会に登場した。また、1947年（昭和22年）に大谷学苑が創設され指揮者に就任。東京放送合唱団を指揮。1956年（昭和31年）10月日本女子大学合唱団、聖心女子大学グリークラブの指揮者に就任。1957年（昭和32年）CBC（中部日本放送）合唱団第1回定期演奏会開催。同合唱団と1965年（昭和40年）まで定期演奏会5回、ラジオ放送100余回の他、テレビ放送もこなした。その中から團伊玖磨『岬の墓』（1963年（昭和38年）CBC委嘱、芸術祭賞受賞、ピアノ: 三浦洋一）、髙田三郎『橋上の人』（1969年（昭和44年）CBC委嘱、合唱: 日本合唱協会、芸術祭大賞受賞）、萩原英彦『光る砂漠』（1971年（昭和46年）CBC委嘱、合唱: 日本合唱協会、ピアノ: 三浦洋一、芸術祭優秀賞受賞）等の初演作品が生まれている。また、1959年（昭和34年）の全日本合唱コンクール大学部門において、木下の指揮する日本女子大学合唱団が女声合唱団として初優勝し、その後も1963年（昭和38年）から1965年（昭和40年）まで3年連続優勝を果たし、コンクールにおける黄金時代を築いた。なお1962年（昭和37年）には日本女子大学合唱団委嘱により三善晃『三つの抒情』を初演している。1963年（昭和38年）10月「木下保先生還暦祝賀演奏会」を日本女子大とワグネルの2合唱団により開催。1964年（昭和39年）4月日本女子大学卒業生による桜楓合唱団を創設し、指揮者に就任。1966年（昭和41年）11月「信時潔先生追悼演奏会」開催。日本女子大、桜楓、ワグネル、ワグネルOBの4合唱団による信時潔の合唱作品を指揮。1969年（昭和44年）3月-4月ワグネルの米国演奏旅行に指揮者として同行、世界大学合唱祭に参加。1979年（昭和54年）9月「木下保先生喜寿祝賀演奏会」を日本女子大、聖心女子大、ワグネルの3合唱団により開催。

### オペラ歌手として
戦後、公職追放の一環で3人の娘を抱えて職を失う形となったため、立場上戦前には出演出来なかったオペラに手を広げ、1946年（昭和21年）9月藤原歌劇団第21回公演レオンカヴァッロ『道化師』カニオ役でデビュー。藤原義江とのダブルキャストで全国に公演旅行し、他にも二期会、長門美保歌劇団、NHK、労音、新芸術協会及び海外の公演など、1964年（昭和39年）まで20以上の日本初演を含む内外約40本のオペラに参加した。時にはビゼー『カルメン』のドン・ホセ役を1日に3回歌うというハードスケジュールもこなしている。團伊玖磨『夕鶴』の「与ひょう」は1952年（昭和27年）1月初演以来最大の当たり役として歌手生活のほぼ最後まで125回歌い続けたほか、作曲者指揮による録音も残されている。また、直弟子の多くが幹事となって創設した1952年（昭和27年）の二期会旗揚げ公演（プッチーニ『ラ・ボエーム』）では、一期を代表する歌手として主役（ロドルフォ）に招かれている。1964年（昭和39年）7月都民劇場公演モーツァルト『フィガロの結婚』ドン・クルチオ役で最後のオペラ出演。

### 音楽評論家として
音楽評論も手掛けており、『音楽の友』『レコード芸術』『音楽芸術』誌等において評論を展開している。

### 作曲家・編曲家として
作曲は東京音楽学校の学生時代、信時潔に教えを受けており、大谷智子裏方作詞の讃仰歌『お花祭』『二河白道』、独唱曲『時雨の頃』『いつになく』、合唱曲『歓喜のカンタータ・みほとけさまに手をあわせ』『百人一首より』『見渡せば』などの作品がある。また、校歌も多く作曲されている。また、『沙羅』以外にも多くの編曲も手がけている。

### 死去
1982年（昭和57年）11月11日、慶應病院にて急性心不全で死去。79歳没。1983年（昭和58年）11月「木下保先生追悼演奏会」が日本女子大、聖心女子大、桜楓、ワグネル、ワグネルOBの5合唱団により開催された。

## 家族
長女は声楽家の坂上昌子。三女はピアニストの増山歌子。

## “やまとことば”について
木下は、大正10年代、音楽学生の頃、教室に日本語のカリキュラムがないことに気付き、いわゆる古典文学・古典芸能方面に研鑽を積み、古典芸能については、大阪四ツ橋の文楽座に、2年間毎月、夜行列車で通い、舞台全体を師として、伝統芸術の強さというものを学んだという。さらに欧米に留学した木下は、「西洋の芸術歌曲には、文学の1ジャンルである詩と音楽とのかかわり合いや、それぞれの時代背景などもよく探求され、正統的な解釈法も存在し、その表現のための発声法、発語法、歌唱法などが深く追及されている」ことを痛感し、「日本歌曲の演奏を、世界的水準に引き上げ、芸術的歌曲に高めるには、解釈においても表現技術においても、客観的、論理的に構築されたメソードが確立されるべき」と考え、それを自ら「“やまとことば”の歌唱法と発声法」として創案・結実させた。その成果について、自ら公開レッスンを開催し、後進に伝達するよう努めた。この営みは、木下記念日本歌曲研究会 / 木下記念スタジオにおいて、長女・坂上昌子、三女・増山歌子などにより2020年（令和2年）現在も続けられている。

## 受賞歴

### 褒賞
- 1971年（昭和46年）紫綬褒章
- 1977年（昭和52年）勲三等瑞宝章

### 更なる栄誉
- 1983年（昭和58年）日本音楽コンクール木下賞発足
- 1990年（平成2年）奏楽堂日本歌曲コンクール木下記念賞発足[1]

## エピソード
- 『沙羅』全曲初演の際、客席で聴いた時のことを團伊玖磨はこう語っている。「あの夜の演奏会で、日本歌曲に開眼したのは僕だけでなく、何人もの作曲家が、そして声楽家がたった一晩で開眼し、その各々の道を辿りながら歌曲へのグラドゥス・アド・パルナスム（クレメンティのピアノ教則本“パルナスの山への階段”の意）を昇り始めたのである。」[2]
- 指導者としての姿勢は非常に苛烈であったといわれ、東京音楽学校主任教授時代には、予習を怠った生徒を窓から叩き出した（あるいは生徒が窓から逃げていった）という俗説が伝わるほどであった。畑中良輔も「卒倒した子も何人もいますよ。（中略）先生のお葬式に行ったときでも、まだ恐かった。本当に凛冽たる生き方を教えられました[12]」と語っている。アマチュアに対しても厳しい態度で臨み、例えばワグネルに対しては「ワグネルはクレッシェンドあるのみです」と宣い、妥協を許さなかった。一方で満足のいく出来栄えであったときには、満面の笑みと「OKマーク」の仕草を示した。団員は敬愛を込めて（陰で）「タモヤン」と呼び、その力量と人格に心からの信頼を寄せた。
- 畑中によると「（木下歌唱による）『沙羅』がコロムビアの全曲収録を終え、ラフテスト盤が出来た時のこと。一刻も早く信時先生の耳に入れたいとの木下先生の要望で、前夜から木下先生のお宅に泊まりこみ、翌朝早く、蓄音機がないという信時先生の国分寺のご自宅まで、私がポータブル蓄音機を背負って伺った[13]」という。

## 主な楽譜
初出が早いものも多数存在するが、改訂版が存在するものは新しいもののみを記した。

### 編著・監修
- アリア名曲集Ⅰソプラノ編１ 春秋社 木下保編 2010/09/30 ISBN 9784393920213
- アリア名曲集Ⅱソプラノ編２ 春秋社 木下保編 2010/09/30 ISBN 9784393920220
- アリア名曲集Ⅲメツォ・ソプラノ／アルト編 春秋社 木下保編 2010/09/30 ISBN 9784393920237
- アリア名曲集Ⅳテノール編 春秋社 木下保編 2010/09/30 ISBN 9784393920244
- アリア名曲集Ⅴバリトン／バス編 春秋社 木下保編 2010/09/30 ISBN 9784393920251
- アリア名曲集Ⅵソプラノ編３ 春秋社 木下保編 2010/09/30 ISBN 9784393920268
- モーツァルト・ベートーヴェン集 春秋社 木下保編 1951/01/20 ISBN 9784393920077
- シューベルト集Ⅰ 春秋社 木下保編 1949/11/20 ISBN 9784393920084
- シューベルト集Ⅱ 春秋社 木下保編 1949/12/20 ISBN 9784393920091
- シューマン集 春秋社 木下保編 1950/01/20 ISBN 9784393920145
- ブラームス集Ⅰ 春秋社 木下保編 1950/08/15 ISBN 9784393920107
- ブラームス集Ⅱ 春秋社 木下保編 1951/03/20 ISBN 9784393920114
- イタリア歌曲集 1 春秋社 木下保編 1998/12/10 ISBN 9784393920121
- イタリア歌曲集 2 春秋社 木下保編 1998/12/10 ISBN 9784393920138
- フランス歌曲集 春秋社 木下保編 1998/12/10 ISBN 9784393920152
- 信時潔独唱曲集 春秋社 木下保編 1987/5 ISBN 9784393924037

### 編曲
- 女声合唱組曲 沙羅 清水重道作詩 / 信時潔作曲 / 木下保編曲 音楽之友社 2010/4/7 ISBN 9784276554986
- 男声合唱組曲 沙羅:改訂新版 清水重道作詩 / 信時潔作曲 / 木下保編曲 音楽之友社 2012/7/26 ISBN 9784276548381
- 混声合唱組曲 沙羅 清水重道作詩 / 信時潔作曲 / 木下保編曲 音楽之友社 2005/11/17 ISBN 9784276544901

## 主なディスコグラフィー
下記の他にも戦前のSPレコードの吹込みに始まり、多くの録音を行っている。国立国会図書館 歴史的音源だけでも、歌唱と指揮を合わせて175件もの音源が記録されている。

### 歌唱
- 木下保の藝術－信時潔、團伊玖磨 歌曲集－ 日本伝統文化振興財団
- 木下保の藝術－SP音源復刻盤－　木下記念日本歌曲研究会 / 木下記念スタジオ（限定頒布）※上記『詩人の恋』『沙羅』を含む
- SP音源復刻盤 信時潔作品集成（2008年度（平成20年度）文化庁芸術祭大賞受賞）木下保ほか 日本伝統文化振興財団
- SPレコード復刻CD集日本SP名盤復刻選集2 木下保ほか エニー / 日本音声保存

### 指揮
- 信時潔: 交声曲『海道東征』北原白秋（作詞）、信時潔（作曲）、朝倉春子、山内秀子（ソプラノ）、千葉静子（アルト）、藤井典明、渡邊高之助（テノール）、中山悌一（バリトン）、栗本正（バリトン・バス）、木下保（指揮）、東京音楽学校管弦楽部・合唱団、録音: 1941年[17]
- 木下保の藝術 ー髙田三郎、信時潔合唱作品集ー 日本女子大合唱団、慶應義塾ワグネル・ソサィエティー男声合唱団 フォンテック
- 木下保指導による 混声合唱曲集『沙羅』 東京放送合唱団 フォンテック
- 合唱名曲コレクション(11) 日本女子大合唱団、木下保ほか EMIミュージック・ジャパン
- 『落葉松』－小林秀雄作品集 日本女子大合唱団、木下保ほか 日本伝統文化振興財団